# Horst Hagedorn
Horst Hagedorn (* 29. Oktober 1933 in Blomberg/Lippe; † 11. Mai 2018) war ein deutscher Geograph und Hochschullehrer mit dem Forschungsschwerpunkt der Geomorphologie arider Räume in Afrika.

## Leben und Wirken
Horst Hagedorn studierte von 1954 bis 1959 Geographie, Mathematik, Physik, Geologie und Ethnologie an der Georg-August-Universität Göttingen und promovierte daselbst 1960. Anschließend war er zunächst Assistent, später Oberassistent, am II. Geographischen Institut der Freien Universität Berlin. Während seiner Zeit an der FU Berlin begann er mit geomorphologischen Untersuchungen des Tibesti-Gebirges, war zusammen mit Jürgen Hövermann an der Gründung einer Forschungsstation in Bardaï beteiligt und habilitierte über die Relieftypen arider Räume dieser Region.
Anschließend war Hagedorn ab 1970 außerplanmäßiger Professor, Wissenschaftlicher Abteilungsleiter der Abteilung für Geomorphologie und Wissenschaftlicher Rat an der Rheinisch-Westfälischen Technischen Hochschule Aachen. Nach dem Ende des Sommersemesters 1971 wurde Julius Büdel emeritiert und Hagedorn auf den Lehrstuhl für Geographie I der Julius-Maximilians-Universität Würzburg berufen. Die Berufung Hagedorns erfolgte unter der Zielsetzung, die Schwerpunkte Geomorphologie und Afrikaforschung fortzuführen. Sein Hauptbereich bildete die physisch-geographische und geomorphologische Trockengebietsforschung im Iran und in Nord- und Westafrika, daneben publizierte er auch zur Geomorphodynamik, zur Glazial- und Periglazialmorphologie, zur Morphologie der Marsoberfläche, zur Paläoökologie der Wüsten, zur Umwelt- und Klimaentwicklung, zu siedlungsgeographischen Fragen und zu Problemen der Grundwassernutzung. 2000 wurde Hagedorn emeritiert.
Daneben war Horst Hagedorn im hochschul- und wissenschaftspolitischen Bereich aktiv. Er war Mitglied der Wissenschaftlichen Beiräte beim Bayerischen Staatsministerium für Wissenschaft, Forschung und Kunst, Mitglied der Wissenschaftlichen Beiräte „Erdbeobachtung“ und „Global Change“ beim Bundesministerium für Bildung und Forschung, Mitglied von Senat und Hauptausschuss der Deutschen Forschungsgemeinschaft, Vertreter der Deutschen Forschungsgemeinschaft in der Deutschen UNESCO-Kommission und Mitglied des Panels „Umweltfragen“ der Scientific Affairs Division der NATO in Brüssel. Daneben war er Präsident der Deutschen Quartärvereinigung (1990–1996), Vizepräsident der International Union for Quaternary Research (1991–1995) und Vizepräsident der Julius-Maximilians-Universität Würzburg (1994–2000).
Auf Grund seiner Leistungen und Verdienste war Hagedorn seit 1980 ordentliches Mitglied der Bayerischen Akademie der Wissenschaften und seit 1993 Mitglied der Deutschen Akademie der Naturforscher Leopoldina. Er war Träger des Bayerischen Verdienstordens und des Verdienstordens der Bundesrepublik Deutschland am Bande und I. Klasse, Träger der Albrecht-Penck-Medaille der Deutschen Quartärvereinigung, der goldenen Ferdinand-von-Richthofen-Medaille des Arbeitskreises Geomorphologie und der Medaille „Bene Merenti“ in Gold der Universität Würzburg. Durch die Humboldt-Universität zu Berlin wurde ihm die Ehrendoktorwürde verliehen.
Horst Hagedorn wurde auf dem Neuen Friedhof in Höchberg beigesetzt.

## Werke (Auswahl)
- Horst Hagedorn: Morphologische Studien in den Geestgebieten zwischen Unterelbe und Unterweser. In: Göttinger geographische Abhandlungen. Band 26. Geograph. Inst. der Univ., Göttingen 1961 (80 S.).
- Horst Hagedorn: Untersuchungen über Relieftypen arider Räume an Beispielen aus dem Tibesti-Gebirge und seiner Umgebung. In: Zeitschrift für Geomorphologie. Supplementband 11. Borntraeger, Stuttgart, Berlin 1971 (VIII, 251 Seiten, 10 Abbildungen, 13 Karten, 10 Luftbildpläne).
- Horst Hagedorn: Geological and Geomorphological Observations on the Northern Slope of the Tibesti Mountains, Central Sahara. In: M. J. Salem, M. T. Busrewil (Hrsg.): The Geology of Libya. Volume III. Academic Press, London 1980, S. 823–835 (englisch).
- Rüdiger Glaser, Horst Hagedorn: Die Überschwemmungskatastrophe von 1784 im Maintal. Eine Chronologie ihrer witterungsklimatischen Voraussetzungen und Auswirkungen. In: Die Erde. Zeitschrift der Gesellschaft für Erdkunde zu Berlin. 121. Jahrgang, 1990, S. 1–14 (digizeitschriften.de [PDF; 4,5 MB; abgerufen am 22. Juni 2018]).
- Rüdiger Glaser, Horst Hagedorn: Klimageschichte – Antworten auf die Veränderlichkeit von Wetter, Witterung und Klima? In: Naturwissenschaften. Band 81, Nr. 3, 1994, S. 97–107, doi:10.1007/BF01131764.
- Erhard Schulz, Horst Hagedorn: Die Wüste – wächst sie denn wirklich? In: Geowissenschaften. Band 12, Nr. 7, 1994, S. 204–210, doi:10.2312/geowissenschaften.1994.12.204.